# Campeonato Europeo de Natación en Piscina Corta de 2019
El XX Campeonato Europeo de Natación en Piscina Corta se celebró en Glasgow (Reino Unido) entre el 4 y el 8 de diciembre de 2019 bajo la organización de la Liga Europea de Natación (LEN) y la Federación  de Natación.
Las competiciones se realizaron en el Centro Internacional de Natación Tollcross de la ciudad escocesa.

## Resultados

### Masculino
| Evento                   | Oro                                                                                               | Plata                                                                                     | Bronce                                                                                            |
| ------------------------ | ------------------------------------------------------------------------------------------------- | ----------------------------------------------------------------------------------------- | ------------------------------------------------------------------------------------------------- |
| 50 m libre (06.12)       | Vladimir Morozov · Rusia · 20,40                                                                  | Florent Manaudou Francia 20,66                                                            | Maxim Lobanovskij · Hungría · 20,76                                                               |
| 100 m libre (08.12)      | Vladimir Morozov · Rusia · 45,53                                                                  | Alessandro Miressi · Italia · 45,90                                                       | Vladislav Griniov · Rusia · 46,35                                                                 |
| 200 m libre (05.12)      | Danas Rapšys · Lituania · 1:41,12                                                                 | Duncan Scott Reino Unido 1:41,42                                                          | Mijail Vekovishchev · Rusia · 1:41,52                                                             |
| 400 m libre (04.12)      | Danas Rapšys · Lituania · 3:33,20                                                                 | Thomas Dean Reino Unido 3:37,95                                                           | Gabriele Detti · Italia · 3:38,06                                                                 |
| 1500 m libre (06.12)     | Gregorio Paltrinieri · Italia · 14:17,14                                                          | Henrik Christiansen · Noruega · 14:18,15                                                  | David Aubry Francia 14:25,66                                                                      |
| 50 m espalda (08.12)     | Kliment Kolesnikov · Rusia · 22,75                                                                | Christian Diener · Alemania · 23,07                                                       | Shane Ryan Irlanda 23,12                                                                          |
| 100 m espalda (06.12)    | Kliment Kolesnikov · Rusia · 49,09                                                                | Christian Diener · Alemania · 49,94                                                       | Robert Glință · Rumania · 50,30                                                                   |
| 200 m espalda (04.12)    | Radosław Kawęcki · Polonia · 1:49,26                                                              | Christian Diener · Alemania · 1:50,05                                                     | Luke Greenbank Reino Unido 1:50,09                                                                |
| 50 m braza (04.12)       | Vladimir Morozov · Rusia · 25,51 RE                                                               | Emre Sakçı Turquía 25,82                                                                  | Arno Kamminga · Países Bajos · Fabio Scozzoli · Italia · 25,84                                    |
| 100 m braza (07.12)      | Arno Kamminga · Países Bajos · 56,06                                                              | Ilia Shymanovich · Bielorrusia · 56,42                                                    | Fabio Scozzoli · Italia · 56,55                                                                   |
| 200 m braza (05.12)      | Arno Kamminga · Países Bajos · 2:02,36                                                            | Erik Persson · Suecia · 2:02,80                                                           | Marco Koch · Alemania · 2:02,87                                                                   |
| 50 m mariposa (07.12)    | Oleg Kostin · Rusia · 22,23                                                                       | Szebasztián Szabó · Hungría · 22,35                                                       | Ümitcan Güreş Turquía 22,38                                                                       |
| 100 m mariposa (05.12)   | Marius Kusch · Alemania · 49,06                                                                   | Mijail Vekovishchev · Rusia · 49,53                                                       | Marcin Cieślak · Polonia · 49,75                                                                  |
| 200 m mariposa (08.12)   | Andreas Vazaíos · Grecia · 1:50,23                                                                | Ramon Klenz · Alemania · 1:51,51                                                          | James Guy Reino Unido 1:51,73                                                                     |
| 100 m estilos (08.12)    | Kliment Kolesnikov · Rusia · 51,15                                                                | Serguei Fesikov · Rusia · 51,59                                                           | Andreas Vazaíos · Grecia · 51,62                                                                  |
| 200 m estilos (06.12)    | Andreas Vazaíos · Grecia · 1:50,85 RE                                                             | Tomoe Hvas · Noruega · 1:51,74                                                            | Philip Heintz · Alemania · 1:52,55                                                                |
| 400 m estilos (05.12)    | Max Litchfield Reino Unido 4:01,36                                                                | Ilia Borodin · Rusia · 4:03,65                                                            | Daniil Pasynkov · Rusia · 4:04,98                                                                 |
| 4 × 50 m libre (04.12)   | Rusia · Vladislav Griniov · Mijail Vekovishchev · Kliment Kolesnikov · Vladimir Morozov · 1:22,92 | Polonia · Paweł Juraszek · Marcin Cieślak · Karol Ostrowski · Jakub Kraska · 1:23,74      | Italia · Federico Bocchia · Marco Orsi · Giovanni Izzo · Alessandro Miressi · 1:24,50             |
| 4 × 50 m estilos (08.12) | Rusia · Kliment Kolesnikov · Vladimir Morozov · Oleg Kostin · Vladislav Griniov · 1:30,63         | Hungría · Richárd Bohus · Dávid Horváth · Szebasztián Szabó · Maxim Lobanovskij · 1:32,10 | Bielorrusia · Viktar Staselovich · Ilia Shymanovich · Yauhen Tsurkin · Artsiom Machekin · 1:32,29 |

### Femenino
| Evento                   | Oro | Plata                                                                                   | Bronce                                                                              |
| ------------------------ | --- | --------------------------------------------------------------------------------------- | ----------------------------------------------------------------------------------- |
| 50 m libre (08.12)       | Mariya Kameneva · Rusia · 23,56 | Mélanie Henique Francia 23,66                                                           | Pernille Blume Dinamarca 23,73                                                      |
| 100 m libre (06.12)      | Freya Anderson Reino Unido 51,49 | Béryl Gastaldello Francia 51,85                                                         | Femke Heemskerk · Países Bajos · 51,88                                              |
| 200 m libre (07.12)      | Freya Anderson Reino Unido 1:52,77 | Federica Pellegrini · Italia · 1:52,88                                                  | Femke Heemskerk · Países Bajos · 1:53,35                                            |
| 400 m libre (08.12)      | Simona Quadarella · Italia · 3:59,75 | Isabel Marie Gose · Alemania · 4:00,01                                                  | Ajna Késely · Hungría · 4:00,04                                                     |
| 800 m libre (05.12)      | Simona Quadarella · Italia · 8:10,30 | Ajna Késely · Hungría · 8:11,77                                                         | Martina Caramignoli · Italia · 8:12,36                                              |
| 50 m espalda (07.12)     | Kira Toussaint · Países Bajos · 25,84 | Béryl Gastaldello Francia 26,03                                                         | Alicja Tchórz · Polonia · 26,16                                                     |
| 100 m espalda (05.12)    | Kira Toussaint · Países Bajos · 55,71 | Mariya Kameneva · Rusia · 56,10                                                         | Georgia Davies Reino Unido 56,73                                                    |
| 200 m espalda (06.12)    | Margherita Panziera · Italia · 2:01,45 | Daryna Zevina · Ucrania · 2:02,25                                                       | Kira Toussaint · Países Bajos · 2:03,04                                             |
| 50 m braza (04.12)       | Benedetta Pilato · Italia · 29,32 | Martina Carraro · Italia · 29,60                                                        | Mona McSharry Irlanda 29,87                                                         |
| 100 m braza (07.12)      | Martina Carraro · Italia · 1:04,51 | Arianna Castiglioni · Italia · 1:05,01                                                  | Jenna Laukkanen · Finlandia · 1:05,12                                               |
| 200 m braza (08.12)      | Mariya Temnikova · Rusia · 2:18,35 | Molly Renshaw Reino Unido 2:19,66                                                       | Martina Carraro · Italia · 2:19,68                                                  |
| 50 m mariposa (05.12)    | Mélanie Henique Francia 24,56 | Béryl Gastaldello Francia 24,78                                                         | Emilie Beckmann Dinamarca Jeanette Ottesen Dinamarca 25,15                          |
| 100 m mariposa (08.12)   | Nastassia Shkurdai · Bielorrusia · 56,21 | Elena Di Liddo · Italia · 56,37                                                         | Anna Dundunaki · Grecia · 56,44                                                     |
| 200 m mariposa (06.12)   | Katinka Hosszú · Hungría · 2:03,21 | Ilaria Bianchi · Italia · 2:04,20                                                       | Zsuzsanna Jakabos · Hungría · 2:05,00                                               |
| 100 m estilos (06.12)    | Katinka Hosszú · Hungría · 57,36 | Mariya Kameneva · Rusia · 57,59                                                         | Jenna Laukkanen · Finlandia · 58,62                                                 |
| 200 m estilos (07.12)    | Katinka Hosszú · Hungría · 2:04,68 | Maria Ugolkova · Suiza · 2:06,59                                                        | Siobhan-Marie O'Connor Reino Unido 2:06,74                                          |
| 400 m estilos (04.12)    | Katinka Hosszú · Hungría · 4:25,10 | Zsuzsanna Jakabos · Hungría · 4:28,76                                                   | Ilaria Cusinato · Italia · 4:29,13                                                  |
| 4 × 50 m libre (06.12)   | Francia · Béryl Gastaldello · Mélanie Henique · Léna Bousquin · Anna Santamans · Países Bajos · Tamara van Vliet · Kira Toussaint · Femke Heemskerk · Valerie van Roon · 1:35,21 | —                                                                                       | Dinamarca Julie Kepp Jensen Jeanette Ottesen Emilie Beckmann Pernille Blume 1:35,24 |
| 4 × 50 m estilos (08.12) | Polonia · Alicja Tchórz · Dominika Sztandera · Kornelia Fiedkiewicz · Katarzyna Wasick · 1:44,85                                                                                 | Italia · Silvia Scalia · Benedetta Pilato · Elena Di Liddo · Silvia Di Pietro · 1:44,92 | Rusia · Mariya Kameneva · Nika Godun · Arina Surkova · Daria Ustinova · 1:44,96     |

### Mixto
| Evento                   | Oro                                                                                          | Plata                                                                                       | Bronce                                                                             |
| ------------------------ | -------------------------------------------------------------------------------------------- | ------------------------------------------------------------------------------------------- | ---------------------------------------------------------------------------------- |
| 4 × 50 m libre (07.12)   | Rusia · Vladimir Morozov · Vladislav Griniov · Arina Surkova · Mariya Kameneva · 1:28,31 RE  | Reino Unido Duncan Scott Scott McLay Anna Hopkin Freya Anderson 1:28,64                     | Francia Maxime Grousset Florent Manaudou Mélanie Henique Béryl Gastaldello 1:28,86 |
| 4 × 50 m estilos (05.12) | Rusia · Kliment Kolesnikov · Vladimir Morozov · Arina Surkova · Mariya Kameneva · 1:36,22 RM | Países Bajos · Kira Toussaint · Arno Kamminga · Joeri Verlinden · Femke Heemskerk · 1:37,12 | Dinamarca Mathias Rysgaard Tobias Bjerg Jeanette Ottesen Pernille Blume 1:38,02    |

## Medallero
| Núm. | País         | Oro | Plata | Bronce | Total |
| ---- | ------------ | --- | ----- | ------ | ----- |
| 1    | Rusia        | 13  | 5     | 4      | 22    |
| 2    | Italia       | 6   | 7     | 7      | 20    |
| 3    | Países Bajos | 5   | 1     | 4      | 10    |
| 4    | Hungría      | 4   | 4     | 3      | 11    |
| 5    | Reino Unido  | 3   | 4     | 4      | 11    |
| 6    | Francia      | 2   | 5     | 2      | 9     |
| 7    | Polonia      | 2   | 1     | 2      | 5     |
| 8    | Grecia       | 2   | 0     | 2      | 4     |
| 9    | Lituania     | 2   | 0     | 0      | 2     |
| 10   | Alemania     | 1   | 5     | 2      | 8     |
| 11   | Bielorrusia  | 1   | 1     | 1      | 3     |
| 12   | Noruega      | 0   | 2     | 0      | 2     |
| 13   | Turquía      | 0   | 1     | 1      | 2     |
| 14   | Suecia       | 0   | 1     | 0      | 1     |
| 14   | Suiza        | 0   | 1     | 0      | 1     |
| 14   | Ucrania      | 0   | 1     | 0      | 1     |
| 17   | Dinamarca    | 0   | 0     | 5      | 5     |
| 18   | Finlandia    | 0   | 0     | 2      | 2     |
| 18   | Irlanda      | 0   | 0     | 2      | 2     |
| 20   | Rumania      | 0   | 0     | 1      | 1     |
|      | TOTAL        | 41  | 39    | 42     | 122   |